# Agrar Koordination
Die Agrar Koordination wurde 1981 als Kampagne der Bundeskoordination Internationalismus (BUKO) gegründet und arbeitet seither unabhängig zu den Schwerpunkten Landwirtschaft und Ernährung. Die Agrar Koordination ist heute ein eigenständiger, gemeinnütziger Verein mit Sitz in Hamburg. Das Forum für Internationale Agrarpolitik e.V. (FIA) ist der Trägerverein der Agrar Koordination.

## Zielsetzung
Ziel ist es, die negativen Auswirkungen einer neoliberalen Agrar- und Handelspolitik auf die Länder des Südens deutlich zu machen und Perspektiven zu entwickeln, die den Interessen der Marginalisierten ein stärkeres Gewicht verleihen. Der Verein informiert über die Entwicklungen im Bereich Landwirtschaft und Agrarpolitik. Er setzt sich für eine vielfältige, klima- und ressourcenschonende Landbewirtschaftung ein. Der gegenwärtige Arbeitsschwerpunkt liegt auf dem Themenkomplex „Biologische Vielfalt und Ernährungssicherung“. Die Kulturpflanzenvielfalt droht nach Vereinsangaben gegenwärtig zu einer rein kommerziell genutzten Ware zu verkommen. Die Position der Bauern soll außerdem gestärkt werden. Der Verein arbeitet im Hamburg.Global Netzwerk Hamburg und in der Werkstatt 3 sowie bundesweit in zahlreichen Bündnissen, Netzwerken und Kampagnen zusammen. Ferner sind sie aktives Mitglied in den Arbeitsgruppen zu Biodiversität und Landwirtschaft und Ernährung im Forum Umwelt und Entwicklung.

## Biopoli – Workshops für Jugendliche
In den partizipativen Workshops für Jugendliche ab 15 Jahren werden die Verflechtungen in der globalen Lebensmittelproduktion und die Auswirkungen unserer Ernährungsweise auf Mensch, Umwelt, Klima und Gesundheit thematisiert. Das Angebot orientiert sich an den Prinzipien der Bildung für nachhaltige Entwicklung.
Workshop-Themen
- Ernährungssouveränität

- Nahrungsmittelverschwendung

- Klimakrise & Landwirtschaft

- Pestizideinsatz in Nord und Süd

- Fleischkonsum

- Ökologischer Fußabdruck und Ernährung

- Biologische Vielfalt & Ernährungssicherheit

- Weltagrarhandel

## Publikationen
- Mitgliederzeitung – Agrar Info

- Bildungsmaterialien
- Agrar Dossiers
- Agrar Studien
- Dokumentarfilme
- Podcast „Iss was?“ Für mehr Wissen über Ernährung, Gesundheit und Klima